# Phacopina

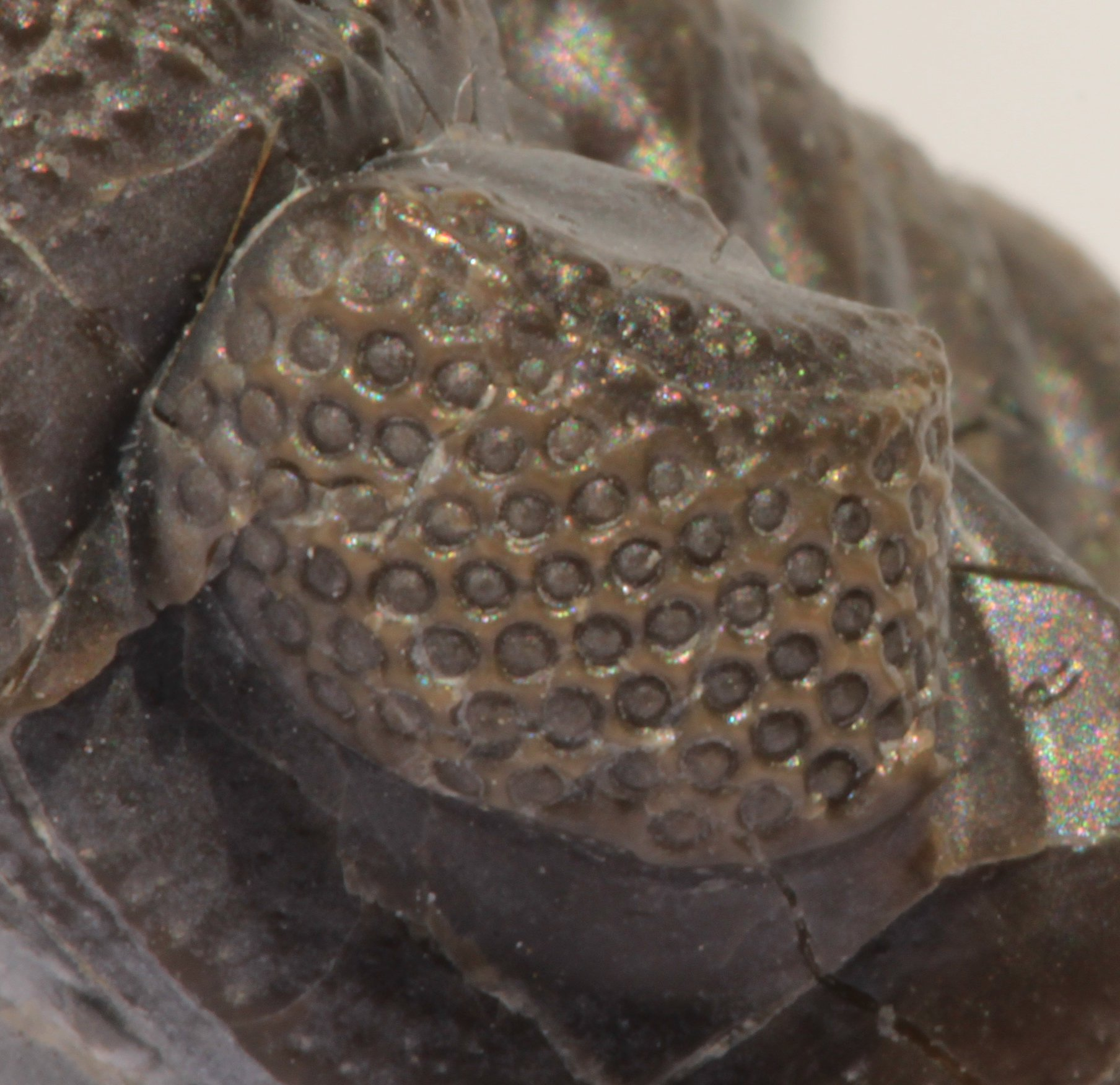
Око Phacops rana

Phacopina — підряд трилобітів ряду Phacopida. Види, що належать підряду, існували з нижнього ордовика до кінця верхнього девону. Унікальною особливістю, яка відрізняє Phacopina від всіх інших трилобітів, є дуже великі, окремо встановлені лінзи очей без загального з'єднання рогівки

## Поведінка
Як відомо, всі Phacopina були морськими донними істотами.

## Походження
Ранньордовикский рід Gyrometopus (надродина Dalmanitoidea, родина Diaphanometopidae), ймовірно, близький до загального предка Phacopina.

## Опис

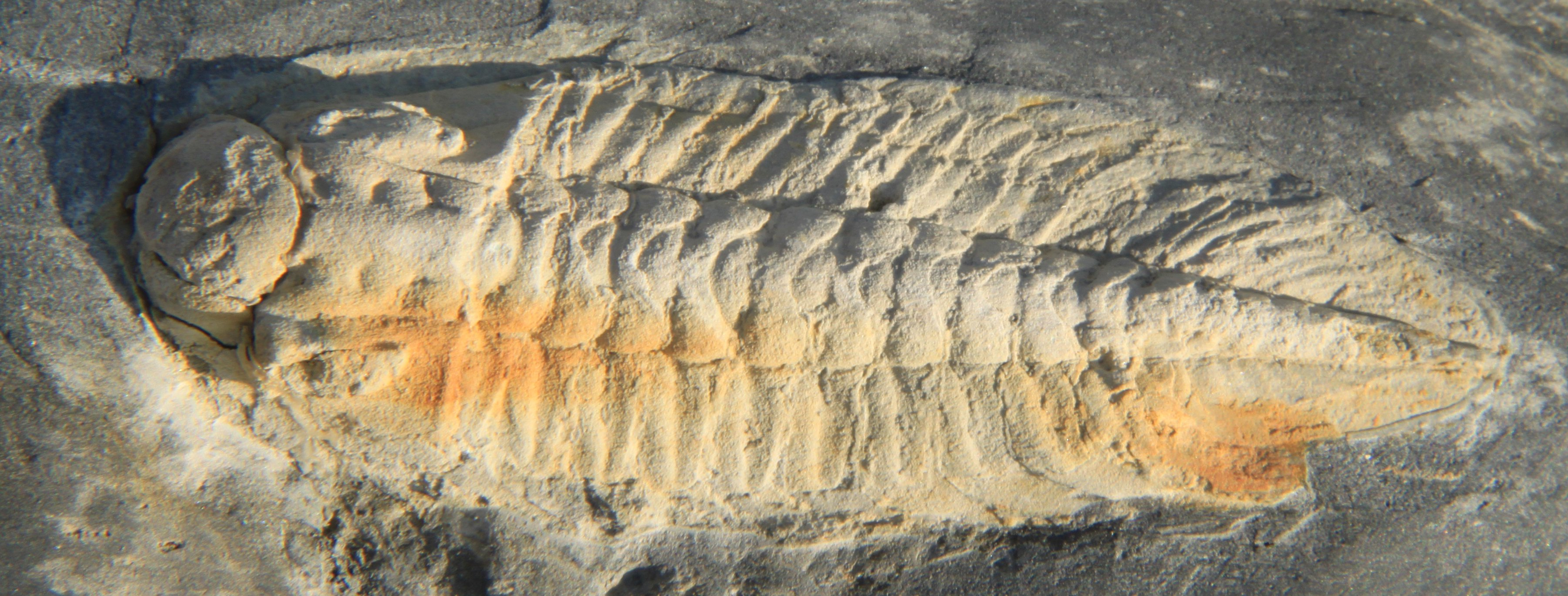
Zeliszkella torrubiae

Очі (якщо є) складаються з дуже великих (0,07 мм в Breviceps tricopelta до 0,5 мм в Phacops rana), окремо встановлених лінз без загальної рогівки (так звані шізохроальні очі). Тим не менш, у деяких видів Phacopina відсутні очі, наприклад у роду Ductina. Грудна клітка має 11 (рідко 10) сегментів. 
The thorax has 11 (rarely 10) segments, the side lobes (or pleurae) are furrowed, and the articulating facets distinct.

## Систематика

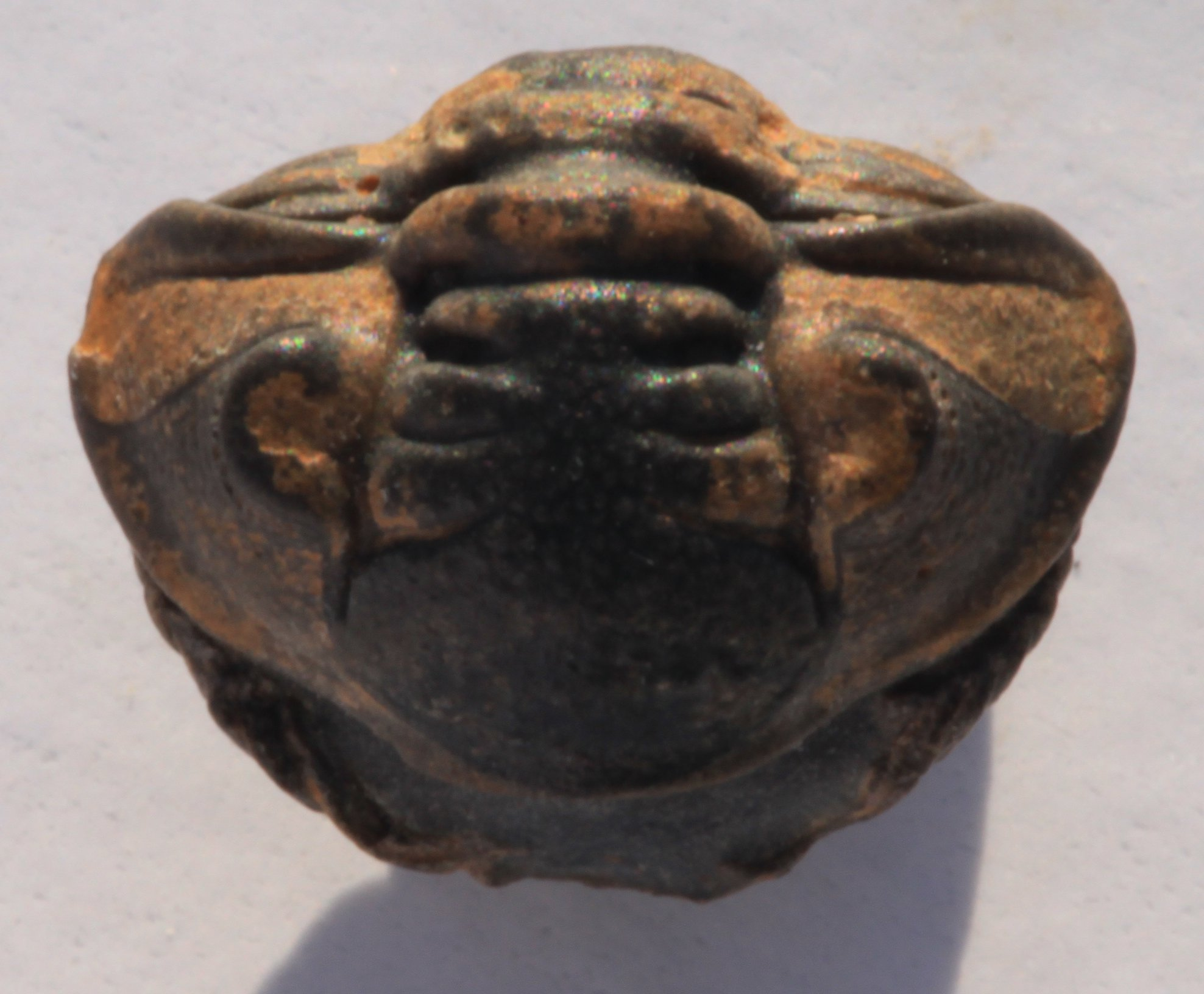
Acastoides zguilmensis, надродина Acastoidea

Phacopina включає 3 надродини і 7 родин:
Superfamily Phacopoidea

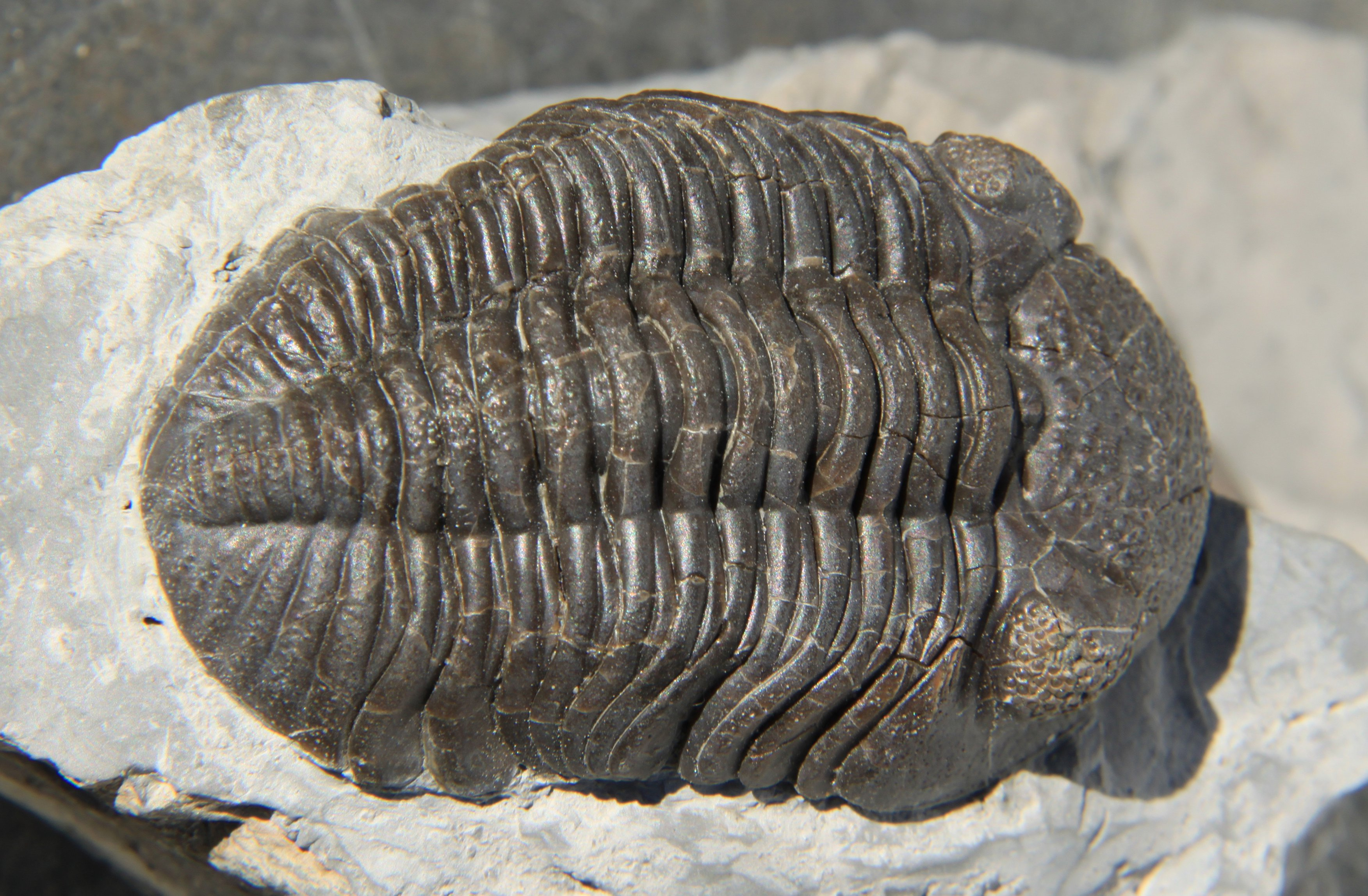
Phacops rana crassituberculata, надродина Phacopoidea

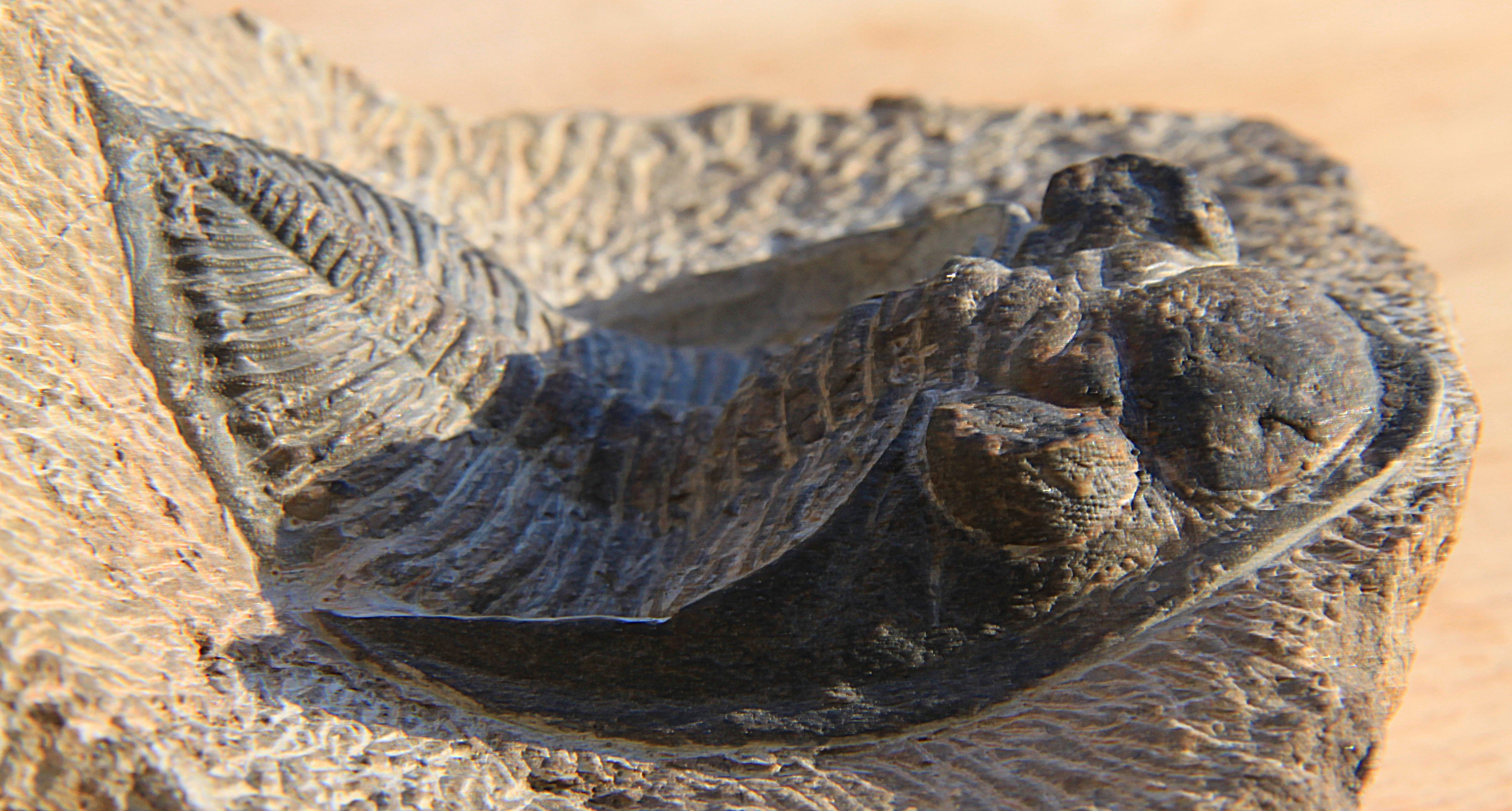
Odontochile sp., надродина Dalmanitoidea

- Родина Phacopidae (Phacops rana, Ductina vietnamica)
- Родина Pterygometopidae

Superfamily Dalmanitoidea
- Родина Dalmanitidae (Dalmanites limulurus, Huntoniatonia oklahomae)
- Родина Prosopiscidae
- Родина Diaphanometopidae

Superfamily Acastoidea
- Родина Acastidae (Erbenochile erbeni, Walliserops trifurcatus)
- Родина Calmoniidae

## Ресурси Інтернету
- fossilmuseum.net [Архівовано 23 березня 2013 у Wayback Machine.] — фото Phacopina

| Цератопс | Це незавершена стаття з палеонтології. Ви можете допомогти проєкту, виправивши або дописавши її. |